# Scott Smith (football)
Pour les articles homonymes, voir Smith et Scott Smith.
Scott David Smith, né le 6 mars 1975 à Christchurch, est un footballeur international néo-zélandais évoluant au poste de défenseur.

## Carrière

### En équipe nationale
- 28 sélections (0 but) avec l'équipe de Nouvelle-Zélande de football.
- Il a disputé les Coupe des confédérations 1999 et Coupe des confédérations 2003 avec l'équipe de Nouvelle-Zélande de football.